# Skjerholmen
Ne doit pas être confondu avec Skjerholmen (Øygarden).
Skjerholmen est une île norvégienne du comté de Hordaland appartenant administrativement à Os.

## Description
Rocheuse et couverte d'arbres, elle s'étend sur environ 397 m de longueur pour une largeur approximative de 148 m.